# Desa Bumibakti
Desa Bumibakti är en administrativ by i Indonesien.   Den ligger i provinsen Jawa Barat, i den västra delen av landet, 24 km nordost om huvudstaden Jakarta.